# Mury Jerycha
Mury Jerycha – powieść psychologiczno-polityczna autorstwa Tadeusza Brezy ukończona w 1942 i opublikowana w 1945. Pierwsza część dylogii, której drugą było Niebo i ziemia z lat 1949-1950.

## Treść
Sam autor na łamach Odrodzenia w 1945 (przed publikacją) tłumaczył psychologiczno-polityczny profil dzieła następująco: Ale czemu w ogóle oba te człony? Polityczny, bo pokolenie moje było na wskroś polityczne. Psychologiczny, ponieważ proste życiowe racje nie starczyły, żeby nas wyjaśnić.
Powieść ukazuje funkcjonowanie międzywojennych, sanacyjnych elit władzy oraz działalność skrajnie prawicowej organizacji Papary, wzajemne przenikanie się tych środowisk, a także wymianę pokoleń w obrębie obozu sanacyjnego. Autora interesuje struktura i technika rządów silnie zcentralizowanych, w tym motywy aktów i decyzji ich członków. Opisana tkanka polityczna nawiązuje do realiów Polski po śmierci marszałka Józefa Piłsudskiego (1935), przez Bogusława Miedzińskiego nazwanym okresem dekompozycji. Dekompozycja ta dotyczyła zarówno obozu władzy, jak i opozycji. Pojawiły się wyraziste obozy: liberalny i narodowy. Autor celowo nie stara się scharakteryzować całego pejzażu politycznego sanacji, a tylko jej skrzydło mundurowe, reprezentowane przez oficera wywiadu, kapitana Kozica oraz ministra spraw wewnętrznych Jaszcza. Pozostałe postacie mają mniejszy wydźwięk, choć dość istotne są osoby pretendentów do władzy – Jelskiego i Dykierta. Autor pomija ewolucję poglądów politycznych tych osób, skupiając się głównie na globalnej charakterystyce ich przeświadczeń. Nie interesuje go ideowe oblicze sanacji, lecz postawa kluczowych dla państwa postaci wobec realiów politycznych drugiej połowy lat 30. XX wieku, jej uwarunkowania i korzenie psychospołeczne. Wskazywał na siłę i determinację polityków, jako ważny motor napędowy ich działań (Czatkowski, Goworek, Dyląg oraz Krystyna Medekszanka), mający wpływ na zainteresowanie współpracą z ruchami takimi, jak Papary.
Autor wiele uwagi poświęcił opisowi obyczajowości i psychologii sfer rządzących oraz wpływowi tych czynników na polityczne wybory i decyzje. Analizy psychologiczne są bardzo rozbudowane, podobnie jak w Adamie Grywałdzie i Zawiści. Dylogię zbudował na sposób zbioru opowiadań (nowel monologowych), nadając poszczególnym rozdziałom pewne prawa autonomiczności.

## Krytyka
Utwór wzbudził duże zamieszanie interpretacyjne. Marksistowski krytyk, Jan Kott, twierdził, że istotnym tematem powieści jest obnażanie więzów, które coraz silniej łączyły obóz rządzący z młodym ruchem [...] spod znaku ONR. Dopatrywał się w niej nawet sięgania w treść polskiego faszyzmu. Zaprotestowała przeciw temu Melania Kierczyńska, która na łamach Kuźnicy starała się odpolitycznić dzieło. Stwierdziła, że nie jest to w ogóle powieść polityczna, a o faszyzmie nie ma tam praktycznie mowy. Doceniła umiejętności autora w zakresie analizy psychologicznej, łączące jego dzieło z międzywojennym nurtem powieści psychologicznej. Tadeusz Drewnowski częściowo poparł Kierczyńską. Napisał jednak, że przy obranej przez pisarza konwencji próżnia społeczna "Murów Jerycha" stała się literackim dowodem rzeczywistego osamotnienia formacji sanacyjno-prawicowej. Kazimierz Wyka stwierdził, że powieść traktuje nie tyle o sprawach politycznych, ile o ludziach uprawiających politykę. Jest nie tyle powieścią polityczną, ile powieścią o polityce [...] z akcentami położonymi na motywach psychologicznych. Podobnie wypowiedzieli się inni krytycy i znawcy literatury, m.in. Kazimierz Czachowski, Piotr Ziarnik, Marian Piechal, czy Tadeusz Borowski. Zarówno Jan Kott, jak i Ryszard Matuszewski wskazywali na udaną pasję demaskatorską i prokuratorską autora. Tadeusz Drewnowski oraz Piotr Grzegorczyk zaliczyli utwór do dzieł balansujących na granicy satyry i pamfletu. Prawie powszechnie przyznano, że należy on do tradycji prozy Juliusza Kadena-Bandrowskiego. Potwierdził to sam autor, dodając jako swoją inspirację również dzieła Wacława Berenta.
Andrzej Mencwel napisał, że można [...] książkę [...] traktować jako próbę analizy (pośredniej choćby) przyczyn upadku państwowości polskiej albo jako ćwiczenie psychologiczno-stylistyczne. Wolę to pierwsze odczytanie – wydaje mi się bliższe intencjom pisarza.
Stanisław Majchrowski nie wykluczał możliwości obustronnego oddziaływania w toku pracy nad powieściami przez Brezę i Zofię Nałkowską, ale większy prawdopodobnie wpływ wywierała Nałkowska na Brezę niż odwrotnie (sam Breza przyznał, że był wtajemniczony w proces powstawania jej Węzłów życia).
Powieść znacznie wyprzedziła powojenną prozę rozrachunkową, taką jak np. Jezioro Bodeńskie autorstwa Stanisława Dygata. W całej dylogii Breza posłużył się sfunkcjonalizowaną psychologią, podporządkowaną badaniu mechanizmów władzy i motywów działań politycznych.

## Nagroda
Powieść zdobyła nagrodę literacką tygodnika Odrodzenie w 1946. Zwyciężyła wówczas z tomem Z kraju milczenia autorstwa Wojciecha Żukrowskiego, Nocą Jerzego Andrzejewskiego i Dymami nad Birkenau autorstwa Seweryny Szmaglewskiej.